# Bạch cầu mạn dòng tủy

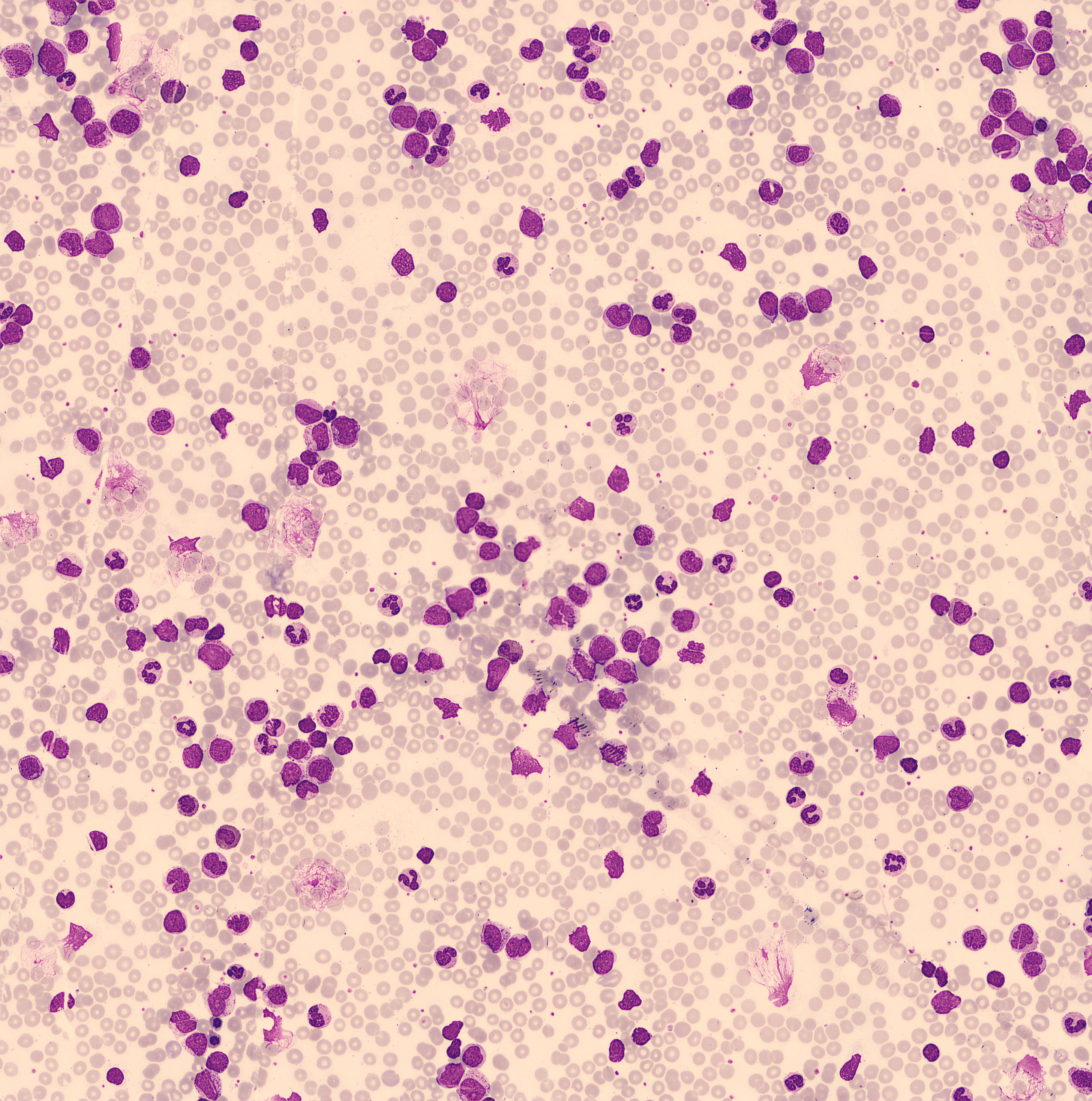
Tế bào non (blastocyte) hiện diện nhiều trong mẫu phết máu ngoại vi gợi ý giai đoạn chuyển cấp trong bệnh cảnh bạch cầu mạn dòng tủy

Bạch cầu mạn dòng tủy (tiếng Anh: Chronic Myelogenous Leukaemia, viết tắt là CML; mã ICD-10 là C92) hay một số thuật ngữ khác là bạch cầu kinh dòng tủy, lơxêmi kinh dòng tủy (lơxêmi là phiên âm từ Leucémie trong tiếng Pháp) là một bệnh lý huyết học ác tính của tế bào gốc tạo máu thuộc nhóm bệnh tân sinh tăng sinh tủy. Hầu hết, các tế bào bệnh lý đều có nhiễm sắc thể Philadelphia, là kết quả của đột biến chuyển đoạn t(9;22)(q34.1;q11.2) tạo nhiễm sắc thể 22 ngắn hơn bình thường, chứa gene tổ hợp (fusion gene) BCR::ABL1. Chẩn đoán dựa vào cận lâm sàng phát hiện nhiễm sắc thể Philadelphia và/hoặc gene tổ hợp BCR::ABL1 trong bệnh cảnh lâm sàng và huyết tủy đồ phù hợp. Diễn tiến bệnh gồm giai đoạn mạn (chronic phase), tiến triển (accelerated phase) hoặc trung gian, chuyển cấp (blast crisis) trong đó, hầu hết bệnh diễn tiến từ giai đoạn mạn sang chuyển cấp trong vòng 3 đến 5 năm nếu không được can thiệp hiệu quả.

## Chẩn đoán
Như đã trình bày ở trên, chẩn đoán dựa vào phát hiện nhiễm sắc thể Philadelphia và/hoặc gene tổ hợp BCR::ABL1 trong bệnh cảnh và huyết tủy đồ phù hợp. Tuy nhiên, một số trường hợp người bệnh không có đặc điểm sinh học phân tử như trên, gặp trong thể không điển hình (Atypical CML). Bên cạnh đó, một số tình huống người bệnh có nhiễm sắc thể Philadelphia và/hoặc gene tổ hợp BCR::ABL1 nhưng lại nằm trong bệnh bạch cầu cấp (đặc biệt dòng lympho) và rất khó để phân biệt với bạch cầu mạn dòng tủy pha chuyển cấp.

### Phân giai đoạn
Bài viết này trình phân giai đoạn bệnh bạch cầu mạn dòng tủy theo hướng dẫn của Tổ chức Y tế Thế giới ban hành vào năm 2017. Thông qua đặc điểm tỷ lệ bạch cầu non (blast) ở máu ngoại vi và tủy xương, bất thường tế bào học/di truyền, bạch cầu mạn dòng tủy phân thành ba giai đoạn: giai đoạn mạn tính (chronic phase), giai đoạn tiến triển (accelerated phase) và giai đoạn chuyển cấp (blast crisis).
| Giai đoạn                 | Tiêu chuẩn xác định | Thời gian sống trung bình (không điều trị) | Ghi chú |
| ------------------------- | --- | ------------------------------------------ | ------- |
| Chuyển cấp (Blast crisis) | Thỏa một trong hai tiêu chuẩn sau: 1. Tỷ lệ tế bào non ≥ 20% ở máu ngoại vi và/hoặc tủy xương. 2. Hiện diện ổ tăng sinh tế bào non ngoài tủy. |                                            |         |
| Tiến triển (Accelerated)  | Xác định khi có ít nhất một tiêu chuẩn huyết học, di truyền tế bào và/hoặc liên quan đến kháng thuốc ức chế tyrosine kinase. 1. Tiêu chuẩn huyết học, di truyền tế bào: Số lượng bạch cầu trên 10×109/L dai dẳng hoặc có khuynh hướng tăng, không đáp ứng với điều trị. Lách to dai dẳng hay có khuynh hướng tăng, không đáp ứng với điều trị. Tăng tiểu cầu dai dẳng trên 1000×109/L, không đáp ứng với điều trị. Giảm tiểu cầu dai dẳng dưới 100×109/L, không liên quan đến điều trị. Tỷ lệ bạch cầu ái kiềm ≥ 20% ở máu ngoại vi. Bất thường nhiễm sắc thể đi kèm có tính chất dòng trong những tế bào có nhiễm sắc thể Philadelphia lúc chẩn đoán, bao gồm có thêm 1 nhiễm sắc thể Philadelphia, thể ba nhiễm sắc thể 8, đồng nhiễm sắc thể 17q, thể ba nhiễm sắc thể 19, bộ nhiễm sắc thể phức tạp, bất thường nhiễm sắc thể 3q26.2 Bất kỳ bất thường nhiễm sắc thể có tính chất dòng mới xuất hiện trong những tế bào có nhiễm sắc thể Philadelphia xảy ra trong quá trình điều trị. 2. Tiểu chuẩn về kháng thuốc ức chế tyrosine kinase: Kháng về mặt huyết học với thuốc ức chế tyrosine kinase đầu tiên. Kháng về mặt huyết học, di truyền tế bào hay sinh học phân tử với hai thuốc ức chế tyrosine kinase. Xuất hiện hai hay nhiều đột biến kháng thuốc vùng BCR::ABL1 khi đang điều trị thuốc tyrosine kinase. |                                            |         |
| Mạn tính (Chronic)        | Không thỏa mãn tiêu chuẩn xác định giai đoạn chuyển cấp, tiến triển. |                                            |         |